# Ines Honsel
Ines Honsel (* 1975 in Klagenfurt) ist eine österreichische Schauspielerin und Erzählerin.

## Leben und Wirken
Ines Honsel wuchs in Köttmannsdorf auf und studierte zunächst Afrikanistik und Philosophie in Wien. Ab 1997 studierte sie Schauspiel am Max Reinhardt Seminar, das Studium schloss sie 2001 mit Diplom ab. An der Universität der Künste Berlin besuchte sie ab 2004 den Masterstudiengang Theaterpädagogik, wo sie auch die Erzählkunst erlernte und den sie 2006 als Master of Arts beendete.
Von 2007 bis 2009 war sie am Theater St. Gallen engagiert, wo sie unter anderem im Talisman als Constantia, als Ivy in der Bühnenfassung von Homo faber, als Sandra in Der Kuss des Kohaku und als Jenny in Das Maß der Dinge zu sehen war. 2009/10 leitete sie die Kinder- und Jugendbühne KASCHLUPP! am Landestheater Detmold.
Seit 2011 lebt sie in München, wo sie seitdem beispielsweise am TamS zu sehen war. Gemeinsam mit Regisseur Oliver Haffner gründete sie 2012 das Community-Art-Projekt Die Sendlinger. Zudem initiierte sie 2014 das Gute Stube Erzählfestival, in dessen Zentrum die mündliche Erzählkunst steht und welches sie seit 2016 gemeinsam mit Gabi Altenbach leitet. 2017 gründeten sie auch gemeinsam die Compagnie Altenbach + Honsel.
2015 hatte sie im ORF-Landkrimi Wenn du wüsstest, wie schön es hier ist eine Hauptrolle, außerdem spielte sie bei den Komödienspielen Porcia in der Bühnenfassung von Die acht Frauen die Rolle der Madame Chanel und führte beim Stück Der kleine Prinz Regie. 2018 stand sie für Dreharbeiten zur vierten Staffel der Fernsehserie Vorstadtweiber vor der Kamera, in der sie die Rolle der Biochemikerin Sonia Clementi, uneheliche Tochter des Pharmakonzern-Chefs Gabriel Morena, verkörpert.
An der Musik und Kunst Privatuniversität der Stadt Wien unterrichtete sie 2014/15 Einführung in die Schauspielpädagogik.

## Mitgliedschaften
Ines Honsel ist Mitglied im Verband der Erzählerinnen und Erzähler (VEE) und im Bundesverband Schauspiel (BFFS).

## Filmografie (Auswahl)
- 2004: Tom Turbo
- 2004: Kommissar Rex – Sein letzter Sonntag
- 2005: Vier Frauen und ein Todesfall – Drachentöter
- 2006: In 3 Tagen bist du tot
- 2007: Zodiak – Der Horoskop-Mörder – Teil 1
- 2015: Spuren des Bösen – Liebe
- 2015: Landkrimi – Wenn du wüsstest, wie schön es hier ist
- 2016: Hubert und Staller – Walzverhalten
- 2016: SOKO Kitzbühel – Gottvater
- 2017, 2019: SOKO Donau – Hangover, Angeltrip
- 2017: Schnell ermittelt – Dennis Maida
- 2018: Wackersdorf
- 2019–2021: Vorstadtweiber (Fernsehserie)
- 2019: Der Bergdoktor – Die dunkle Seite des Lichts
- 2019–2020: Walking on Sunshine (Fernsehserie)
- 2021: Die Rosenheim-Cops – Nur der Wald war Zeuge (Fernsehserie)
- 2021: Um die 50 (Fernsehfilm)
- 2021: Nie zu spät (Fernsehfilm)
- 2024: Münter & Kandinsky
- 2025: Die Rosenheim-Cops – Eine hochintelligente Gesellschaft (Fernsehserie)
- 2025: Rosenthal (Fernsehfilm)